# Lezhská liga
Lezhská liga (albánsky Lidhja e Lezhës) neboli běžně také Albánská liga (albánsky Lidhja Arbërore) byla vojenská a diplomatická koalice albánské aristokracie sjednocující drobná knížectví proti rostoucí Osmanské říši. O její vznik se zasloužil 2. března 1444 ve městě Lezhë slavný vojevůdce Skanderbeg, titulující se jako Dominus Albaniae („pán Albánie“). Lezhská liga je považována za historicky první samostatný celek sjednocující celou Albánii.

## Aktivity

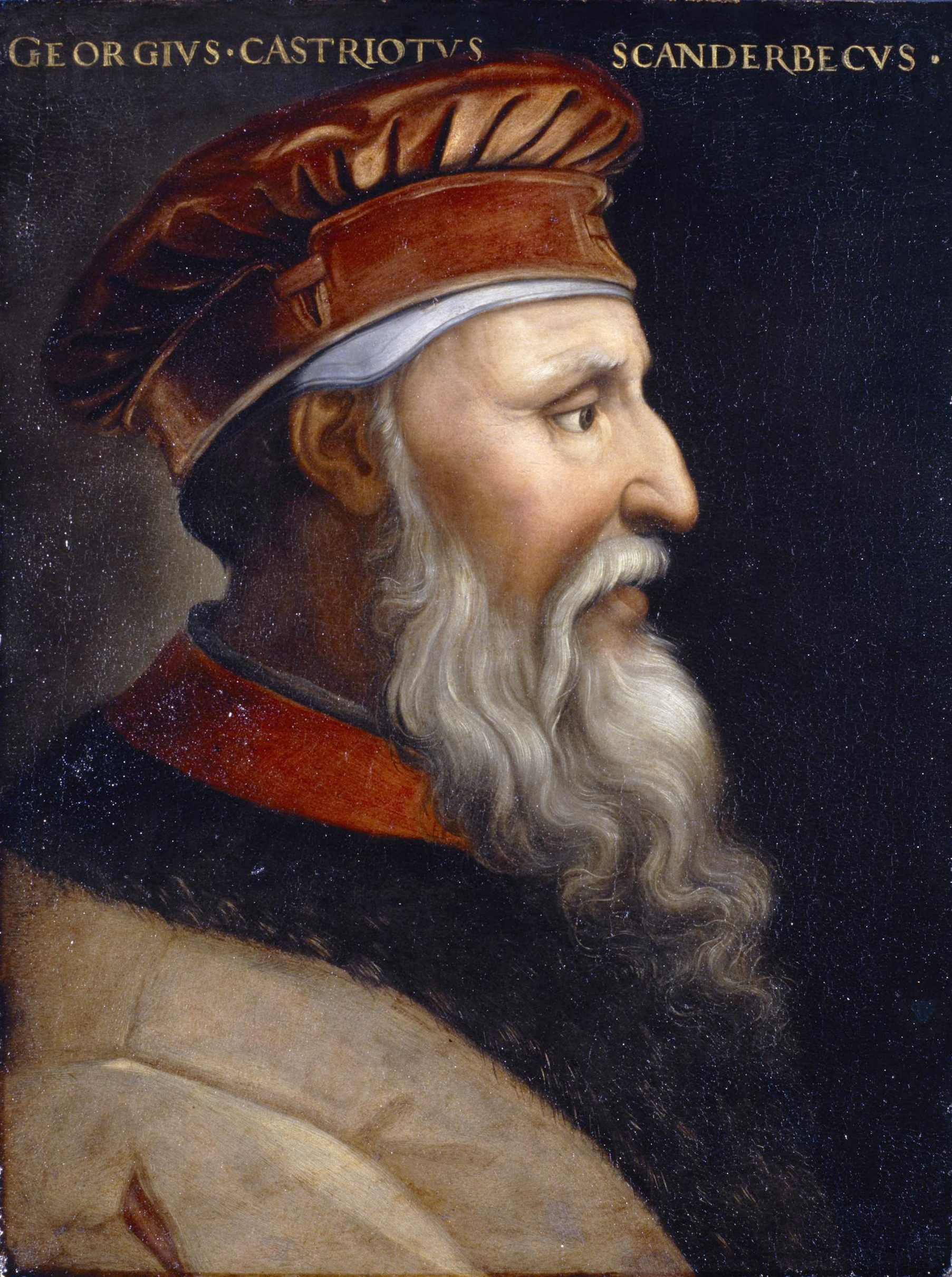
Skanderbeg

Pod vedením Skanderbega poté koalice vybojovala nad Osmanskými Turky mnoho vítězných bitev jako na Torviollu (1444), u Mokry (1445), Otonetë (1446), Oraniku (1448), v roce byli ligisté poraženi při obléhání Svetigradu (1448), dále vítězně u Pologu (1453), Krujë (1450), Albuleny (1457), Ohridu (1464), Mokry (1462) a mnohých dalších, nicméně již od svého založení jednota ligy postupně upadala. Některá albánská knížata váhala s podporou Skanderbegovi a přikláněla se k Osmanské říši. Konečné datum rozpuštění ligy je neznámé. V roce 1450 uzavřeli s Turky mír příslušníci rodu Dukagjinů a toho roku se liga definitivně stala minulostí, pouze její bývalé jádro vedené Skanderbegem pokračovalo v bojích s Osmanskými Turky.

## Členové

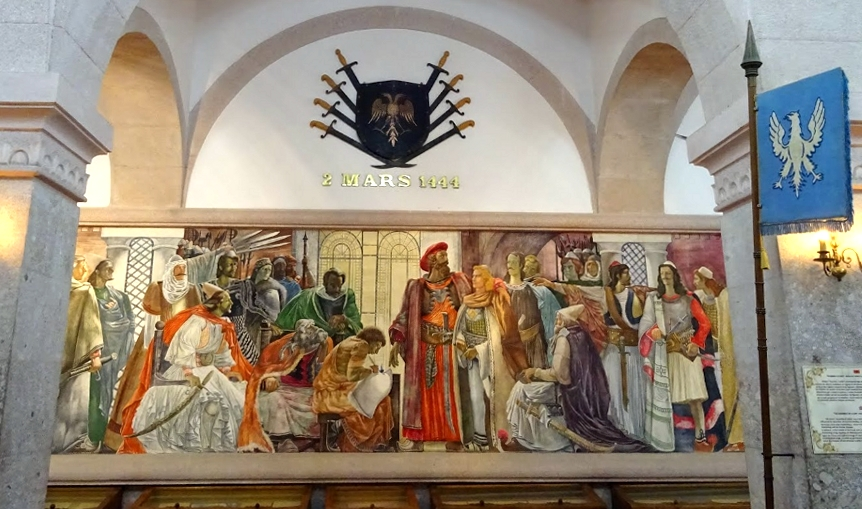
Lezhská liga vyobrazená v mauzoleu ve městě Lezhë

Znak Kastriotů, k nimž náležel Skanderbeg

Lezhská liga byla založena 2. března 1444 albánskými knížaty za přítomnosti Benátčanů:
- Lekë Zaharia, pán ze Sati a Dagnumu spolu se svými vazaly Pálem a Mikulášem Dukagjinim
- Pjetër Spani, vládce pohoří před Drivastem
- Lekë Dušmani, pán Minor Pultu
- Gjergj Strez, Jan a Gojko z rodu Balšićů, páni z Misie mezi Krujë a Lezhë
- Andrea Topia, pán Scurie mezi Tiranou a Dračí se svým synovcem Tanušem Topiou
- Gjergj Arianiti
- Theodor Korona Muzaka
- Stefan Crnojević, pán Horní Zety
- Gjergj Kastrioti řečený Skanderbeg, kastriotský kníže, který byl jmenován vůdcem ligy.